# Piagapo
Piagapo è una municipalità di quarta classe delle Filippine, situata nella Provincia di Lanao del Sur, nella Regione Autonoma nel Mindanao Musulmano.
Piagapo è formata da 37 baranggay:
- Aposong
- Bagoaingud
- Bangco (Pob.)
- Bansayan
- Basak
- Bobo
- Bualan
- Bubong Ilian
- Bubong Tawa-an
- Bubonga Mamaanun
- Gacap
- Ilian
- Ilian Poblacion
- Kalanganan
- Katumbacan
- Lininding
- Lumbaca Mamaan
- Mamaanun
- Mentring

- Olango
- Palacat
- Palao
- Paling
- Pantaon
- Pantar
- Paridi
- Pindolonan
- Radapan
- Radapan Poblacion
- Rantian
- Sapingit
- Talao
- Tambo
- Tapocan
- Taporug
- Tawaan
- Udalo